# Chile i olympiska sommarspelen 2024
Chile deltog i olympiska sommarspelen 2024 i Paris från 26 juli till 11 augusti 2024. Det var 25:e sommar-OS som landet deltog vid. Chilenska idrottare har deltagit i alla olympiska sommarspelen sedan starten 1896, förutom fem.
Landets idrottare deltog i 19 sporter och totalt tog 2 medaljer. Chile hamnade på delad 55:e plats på medaljlistan genom att vinna 1 guld och 1 silver.
| Nation | Plac. | Guld | Silver | Brons | Totalt |
| Chile  | 55    | 1    | 1      | 0     | 2      |

## Medaljörer
| Medalj | Namn               | Sport     | Gren                             | Datum          |
| ------ | ------------------ | --------- | -------------------------------- | -------------- |
| Guld   | Francisca Crovetto | Skytte    | Damernas skeet                   | 4 augusti 2024 |
| Silver | Yasmani Acosta     | Brottning | Herrarnas 130 kg grekisk-romersk | 6 augusti 2024 |

## Tävlande
Lista på antalet tävlande i olika sporter.
| Sport          | Herrar | Damer | Totalt |
| -------------- | ------ | ----- | ------ |
| Bordtennis     | 1      | 2     | 3      |
| Brottning      | 2      | 0     | 0      |
| Bågskytte      | 1      | 0     | 1      |
| Cykelsport     | 2      | 2     | 4      |
| Friidrott      | 6      | 3     | 9      |
| Fäktning       | 0      | 1     | 1      |
| Kanotsport     | 0      | 3     | 3      |
| Golf           | 2      | 0     | 2      |
| Judo           | 1      | 1     | 2      |
| Modern femkamp | 1      | 0     | 1      |
| Ridsport       | 1      | 0     | 1      |
| Rodd           | 2      | 2     | 4      |
| Segling        | 1      | 1     | 2      |
| Simning        | 1      | 1     | 2      |
| Skytte         | 1      | 1     | 2      |
| Taekwondo      | 1      | 1     | 0      |
| Tennis         | 3      | 0     | 3      |
| Triathlon      | 2      | 0     | 0      |
| Volleyboll     | 2      | 0     | 0      |
| Totalt         | 30     | 18    | 48     |

## Brottning
Chile fick två kvotplatser i grekisk-romersk brottning i Paris 2024 efter att Néstor Almanza och Yasmani Acosta nådde till finalomgången vid den panamerikanska olympiska kvaltävlingen 2024 i Acapulco, Mexiko.
Anmärkningar:
- SP (rankingpoäng: 4–1 eller 1–4) – Avgjord genom teknisk överlägsenhet – den förlorande med tekniska poäng och en segermarginal på minst 8 (grekisk-romersk) eller 10 (fristil) poäng.

Grekisk-Romersk
| Idrottare      | Gren             | Åttondelsfinal       | Kvartsfinal            | Semifinal              | Återkval             | Final / BM           | Final / BM |
| Idrottare      | Gren             | Motståndare Resultat | Motståndare Resultat   | Motståndare Resultat   | Motståndare Resultat | Motståndare Resultat | Plac.      |
| -------------- | ---------------- | -------------------- | ---------------------- | ---------------------- | -------------------- | -------------------- | ---------- |
| Néstor Almanza | Herrarnas 67 kg  | Petic (MDA) F 0–4 PO | Gick inte vidare       | Gick inte vidare       | Gick inte vidare     | Gick inte vidare     | 13         |
| Yasmani Acosta | Herrarnas 130 kg | Milov (BUL) V 1–1 PP | Mohamed (EGY) V 2–1 PP | Lingzhe (CHN) V 1–1 PP | –                    | López (CUB) F 0–6 PO | 2          |

## Friidrott
Chilenska friidrottare kunde kvalificera sig till olympiska spelen 2024 (max tre per gren) genom att uppnå kvalificeringsstandarder eller i kraft av sin världsranking.
Noteringar

- Plac. = Placering som i loppgrenar avser endast placering i det specifika heatet och i tekniska grenar avser placering i den rundan.
- – = Den rundan fanns inte i den grenen.
- Q = Kvalade till nästa runda via placering i löpgrenar eller genom att uppnå kvalificeringsgränsen i teknikgrenar.
- q = Kvalade till nästa runda via tid som bästa förlorare i löpgrenar eller via placering utan att uppnå kvalificeringsgränsen i teknikgrenar.
- R = Gick vidare till återkval (eng: Repechage).
- NM = Inget resultat.

Gång och loppgrenar
| Idrottare     | Gren              | Kvalheat | Kvalheat | Återkval | Återkval | Semifinal        | Semifinal        | Final            | Final            |
| Idrottare     | Gren              | Resultat | Plac.    | Resultat | Plac.    | Resultat         | Plac.            | Resultat         | Plac.            |
| ------------- | ----------------- | -------- | -------- | -------- | -------- | ---------------- | ---------------- | ---------------- | ---------------- |
| Martín Sáenz  | 110 m häck herrar | 13,83    | 8 R      | 13,95    | 6        | Gick inte vidare | Gick inte vidare | Gick inte vidare | Gick inte vidare |
| Hugo Catrileo | Maraton herrar    | –        | –        | –        | –        | –                | –                | 2:15:44          | 59               |
| Carlos Díaz   | Maraton herrar    | –        | –        | –        | –        | –                | –                | 2:14:25          | 53               |
| Martina Weil  | 400 m damer       | 51,15    | 4 R      | 51,79    | 6        | Gick inte vidare | Gick inte vidare | Gick inte vidare | Gick inte vidare |

Teknikgrenar
| Idrottare         | Gren              | Kval     | Kval  | Final            | Final            |
| Idrottare         | Gren              | Resultat | Plac. | Resultat         | Plac.            |
| ----------------- | ----------------- | -------- | ----- | ---------------- | ---------------- |
| Claudio Romero    | Diskus herrar     | NM       | NM    | Gick inte vidare | Gick inte vidare |
| Gabriel Kehr      | Slägga herrar     | 72,31    | 20    | Gick inte vidare | Gick inte vidare |
| Humberto Mansilla | Slägga herrar     | 71,83    | 24    | Gick inte vidare | Gick inte vidare |
| Natalia Duco      | Kulstötning damer | 16,11    | 30    | Gick inte vidare | Gick inte vidare |
| Ivana Gallardo    | Kulstötning damer | 17,47    | 18    | Gick inte vidare | Gick inte vidare |

## Skytte
Chilenska skyttarna fick två kvotplatser i OS baserat på sina resultat vid 2022 och 2023 års ISSF världsmästerskap och 2024 ISSF olympiska kvalturnering.
| Idrottare            | Gren                   | Kval  | Kval  | Final            | Final            |
| Idrottare            | Gren                   | Poäng | Plac. | Poäng            | Plac.            |
| -------------------- | ---------------------- | ----- | ----- | ---------------- | ---------------- |
| Diego Santiago Parra | 10 m luftpistol herrar | 568   | 27    | Gick inte vidare | Gick inte vidare |
| Francisca Crovetto   | Skeet damer            | 120   | 5 Q   | 55 +7            | 1                |